# Skok (priimek)
Skok je priimek v Sloveniji in tujini. V Sloveniji je 116. najbolj pogost priimek, ki ga je po podatkih Statističnega urada Republike Slovenije na 31. decembra 2007 uporabljalo 1.229 oseb, na dan 1. januarja 2011  pa 1.213 oseb ter je med vsemi priimki po pogostosti uporabe zavzel 118. mesto.

## Znani slovenski nosilci priimka
- Anton Skok (1855—1942), organist
- Anže Skok (*2000), kolesar
- Boris Skok, šahist
- Dušan Skok (1940—2005), pravnik, igralec, urenik Pravne prakse, publicist
- Edi Skok (*1970), vinogradnik
- Ferdo Skok (1911—1943), športnik atlet in pedagog
- Ferdo (Ferdinand) Skok (1912—1995), operni skladatelj
- Franc Skok (1921—?), politik
- Gregor Skok, matematik
- Iza Skok (*1993), cineastka
- Iztok Skok (*1952), grafični oblikovalec
- Jana Skok (*1977), atletinja
- Janez Skok, alpinist, športni plezalec
- Janez Skok (*1963), kajakaš
- Janko Skok, etolog (zootehnik?)
- Jože Skok, novinar Radia Slovenija v pok., zbiralec na področju zabavne glasbe...
- Jurij Skok, gradbenik (ZRMK)
- Lojze Skok (1931—2016), gospodarstvenik/bančnik, politik
- Marjan Skok, čebelar
- Marjana Merkač Skok, sociologinja, strok. za menedžment
- Marko Skok-Mezopotamsky (*1971), pesnik, prevajalec, gledališčnik
- Matevž Skok (*1986), rokometaš
- Miha Skok, arhitekt
- Pavel Skok (*1959), zdravnik gastroenterolog, univ. prof.
- Stane Skok, alpinist - "Skalaš"
- Stanko Skok, golfist
- Svetko Skok (1911—1988), kulturni delavec
- Tanja Skok (*1971), koreografinja, plesna pedagoginja
- Tone Skok, urednik
- Vili Skok (1908—1993), glasbenik, fotograf, ribič

## Znani tuji nosilci priimka
- Craig Skok (*1947), ameriški košarkar
- Joža Skok (1931–2017), hrvaški literarni zgodovinar
- Petar Skok (1881—1956), hrvaški jezikoslovec
- Vjačeslav Skok (*1946), ruski vaterpolist